# Monster Magnet
Pour l'album homonyme, voir Monster Magnet (album).
Monster Magnet est un groupe américain de stoner rock, originaire du New Jersey. Il représente au début du XXIe siècle une fusion de l'héritage musical de plusieurs groupes célèbres des années 1970, notamment Black Sabbath, Hawkwind, les Stooges, MC5,  Grand Funk Railroad, Velvet Underground, et The Third Bardo. Leur musique qui prend ses racines dans les années 1970 est ainsi une synthèse de heavy metal, de space rock et de rock psychédélique  et  elle est généralement rattachée au mouvement stoner rock.
Le groupe est mené par Dave Wyndorf, qui assure le chant et la guitare. Il constitue l'image principale du groupe, autant sur scène que sur les vidéoclips. Il est probable que sa personnalité excessive (il fut un temps le porte-parole d'un mouvement réclamant ironiquement la légalisation des drogues dures) soit à l'origine de divers changements parmi les musiciens du groupe. En 2004, la formation comprenait le guitariste soliste Ed Mundell (par ailleurs leader jusqu'en 2004 d'un groupe parallèle, le power trio The Atomic Bitchwax) et Phil Caivano, troisième guitariste (qui quitte la formation en 2005), Jim Baglino à la basse, et Michael Wildwood ensuite remplacé par Bob Pantella à la batterie.
Malgré une réputation grandissante forgée lors des multiples concerts nord-américains et européens, le succès du groupe n'a vraiment commencé qu'en 1998, avec le titre Space Lord, sur l'album Powertrip.

## Historique

### Débuts (1989–1993)
En 1989, Monster Magnet fait paraître deux cassettes de démos : Forget About Life, I'm High on Dope et I'm Stoned, What Ya Gonna Do About It?. Le premier titre « officiel » du groupe est Lizard Johnny/Freakshop USA distribué par le label situé à Long Island, Circuit Records. La première démo et single est enregistré en trois parties (McBain, Wyndorf, Cronin). Avant la seconde démo, Jon Kleiman et Joe Calandra se joignent à la batterie et à la basse, respectivement. Un EP, du même nom que le groupe, s'ensuit sur les labels Go Get Organized / Atypeek Music, Primo Scree, Glitterhouse Records, Caroline Records, Glitterhouse Records. L'EP contient les chansons Snake Dance et Nod Scene, (qui apparaitront dans l'album Spine of God), et Tractor (qui sera par la suite réédité dans Powertrip).
En 1990, le groupe signe avec Caroline Records et fait paraître le single Murder/Tractor. Cronin quitte le groupe peu après. En 1991, ils font paraître leur premier album studio, Spine of God, bien accueilli dans la scène stoner rock et classé à la 20e des « 50 meilleurs albums de tous les temps » par Heavy Planet. L'album contient le single Medicine (réédité dix ans après sur God Says No), qui sera également le premier clip vidéo du groupe. Le groupe suit avec une tournée aux côtés du groupe de grunge Soundgarden. La tournée permet au groupe de signer avec le label discographique A&M Records. Leur dernier enregistrement au label Caroline Records est un EP intitulé Tab qui inclut, entre autres, une chanson de 32 minutes intitulée Tab.... L'EP est enregistré avant Spine of God, puis paru après ce dernier. McBain quitte le groupe et se voit remplacer par le guitariste d'Atomic Bitchwax, Ed Mundell. En 1993, ils font paraître l'album Superjudge au label A&M Records, mais il ne parvient pas à percer dans les ventes. Les chansons Twin Earth et Face Down paraissent en singles et aident à la percée timide de l'album.

### Dopes to InfinityetGreatest Hits(1995–2003)
Dopes to Infinity (1995), leur album suivant, présente le titre à succès Negasonic Teenage Warhead, dont le clip vidéo passe régulièrement sur la chaîne américaine MTV. L'album n'atteint cependant pas le succès escompté par le groupe. Après la tournée Dopes to Infinity, Wyndorf emménage à Las Vegas, dans le Nevada, afin de travailler sur Powertrip (1998), un album qui permettra enfin au groupe d'atteindre un succès phénoménal. Le guitariste Phil Caivano se joint au groupe en 1998. Space Lord, le premier single, est un succès sur les ondes radio, et le groupe participe à des tournées aux côtés de groupes plus notoires tels que Aerosmith, Metallica, Rob Zombie, Hole et Marilyn Manson. Les chansons Powertrip, Temple of Your Dreams, et See You In Hell sont régulièrement jouées à la radio. L'album atteint la 97e place du Billboard 200. Après deux ans en tournée promotionnelle pour Powertrip, le groupe fait paraître God Says No (2000), qui atteint la 153e place du classement Billboard. Cependant, il ne parvient pas à percer auprès du public. Après l'album, Joe Calandra et Jon Kleiman quittent le groupe, et sont respectivement remplacés par Jim Baglino et Michael Wildwood sur l'enregistrement du titre Monolithic Baby! ; Wildwood est ensuite remplacé par le batteur de Love Among Freaks, Bob Pantella. À cette même période, le groupe quitte le label A&M Records.
Monster Magnet participe et joue Live For The Moment, le thème officiel du catcheur de la WWE Matt Hardy entre 2002 et 2010. La chanson apparaît également dans la compilation WWF Forceable Entry.
En 2003, Monster Magnet fait paraître Greatest Hits, un double album composé de leurs meilleures chansons, quelques bonus inédits, et de clips vidéo lorsqu'ils étaient avec A&M. Ils signent par la suite avec le label européen SPV, et font paraître, début 2004, l'album Monolithic Baby! en Europe. Sa parution dans les marchés américains s'effectue par SPV America. En Europe, le groupe se popularise timidement avec le titre Unbroken (Hotel Baby).
En mars 2005, Caivano se sépare du groupe après sept ans de service, une séparation décrite d'un commun accord par Wyndorf. Une suite pour Monolithic Baby! est planifiée pour mars 2006, en parallèle à leur tournée européenne, et aux rééditions de Spine of God et Tab ; cependant, la tournée et ses rééditions ne parviennent pas à se concrétiser. Le 27 février 2006, Dave Wyndorf est victime d'une overdose de drogues. En 2007, Monster Magnet annonce un nouvel album, 4-Way Diablo, un an après l'overdose de Wyndorf. Plus tard en 2007, ils font paraître une autre compilation 20th Century Masters – The Millennium Collection: The Best of Monster Magnet. Powertrip est utilisé comme musique officielle lors du pay-per-view, No Way Out 2007 de la WWE.

### Napalm Records et tournée (depuis 2009)
Le 24 novembre 2009, Monster Magnet signe avec le label Napalm Records. Le groupe annonce également son entrée en studio pour un nouvel album, prévu pour l'été la même année. Selon Wyndorf, le groupe est content d'incarner l'équipe du label.
Le nouvel album, intitulé Mastermind, est commercialisé en octobre 2010. Le groupe participe à une énorme tournée européenne entre août et novembre-décembre 2010. Après la tournée, Ed Mundell quitte le groupe après 18 ans afin de « collaborer avec d'autres musiciens et producteurs », formant ainsi The Ultra Electric Mega Galactic. Dave Wyndorf explique que Garrett Sweeny (Riotgod) remplacera Ed en tournée. Printemps 2011, Monster Magnet joue Dopes to Infinity dans son intégralité partout en Europe. Ils font de même un an plus tard avec Spine of God.
L'album Last Patrol est commercialisé en Amérique du Nord en octobre 2013. Monster Magnet annonce officiellement une tournée promotionnelle de l'album, leur première en dix ans. Cependant, elle est annulée en décembre à cause d'une grippe attrapée par Wyndorf. La tournée s'achève en Europe en janvier 2014 et continue en février 2014. Last Patrol est joué dans son intégralité lors de la tournée.

## Discographie

### Albums studio
- 1990 : Monster Magnet
- 1991 : Tab
- 1992 : Spine of God
- 1993 : Superjudge
- 1995 : Dopes to Infinity
- 1998 : Powertrip
- 2000 : God Says No
- 2004 : Monolithic Baby!
- 2007 : 4-Way Diablo
- 2010 : Mastermind
- 2013 : Last Patrol
- 2014 : Milking the Stars: A Re-Imagining Of Last Patrol
- 2015 : Cobras and fire
- 2018 : Mindfucker
- 2021 : A Better Dystopia

### Singles
- 1989 : Forget About Life, I’m High on Dope
- 1990 : Lizard Johnny
- 1990 : Murder
- 1992 : Evil (Is Going On)
- 1993 : Face Down
- 1993 : Twin Earth
- 1993 : Cage Around the Sun
- 1994 : Negasonic Teenage Warhead
- 1995 : Dopes to Infinity
- 1995 : Look to Your Orb for the Warning
- 1995 : Dead Christmas
- 1998 : Space Lord
- 1998 : Powertrip
- 1999 : See You in Hell
- 2000 : Silver Future
- 2000 : Heads Explode
- 2004 : Unbroken (Hotel Baby)

### Compilations
- 2003 : Greatest Hits
- 2007 : 20th Century Masters - Millennium Collection